# Smithville, New Jersey
Smithville är en så kallad census-designated place i Atlantic County i New Jersey. Vid 2020 års folkräkning hade Smithville 9 754 invånare.